# 호우강 유나이티드 FC
호우강 유나이티드 FC(영어: Hougang United Football Club)는 싱가포르의 축구단이다. 현재는 싱가포르 프리미어리그에 참가하고 있다. 

## 선수 명단

### 현역
- 패리스 하시치
- 질베르토(2021 ~ )
- 구리야마 나오키(2023 ~ )
- 다카야마 가즈마(2023 ~ )
- 푸티팟 카에사와드

## 역대 감독
| 감독              | 임기   |
| ----------------- | ------ |
| 마르코 크랄예비치 | 2023 ~ |